# 安東善博
安東 善博（あんどう よしひろ、1943年1月5日 - ）は、日本の経営者。中国放送の社長を務めた。

## 経歴・人物
福岡県出身。1965年に広島大学教育学部を卒業し、中国新聞社に入社。1999年に中国放送取締役に就任し、2005年6月に専務を経て、2007年6月に社長に就任した。2011年6月に会長に就任。